# Romallo
Romallo (Nones: Romàl, deutsch veraltet: Ramöl) ist eine Fraktion der italienischen Gemeinde (comune) Novella in der Provinz Trient, Region Trentino-Südtirol.

## Geografie
Der Ort liegt etwa 36,5 Kilometer nordnordwestlich von Trient im oberen Nonstal auf einer Höhe von 735 m s.l.m. oberhalb der Santa-Giustina-Talsperre.

## Geschichte
Romallo war bis 2019 eine eigenständige Gemeinde und schloss sich am 1. Januar 2020 mit den Nachbargemeinden Brez, Cagnò, Cloz und Revò zur neuen Gemeinde Novella zusammen.

## Verkehr
Durch die Gemeinde führt die Staatsstraße 42 del Tonale e della Mendola von Treviglio nach Bozen.